# H.H. Kung
K'ung Hsiang-hsi, mest känd som H.H. Kung, född 11 september 1881 i Taigu, Shanxi, död 16 augusti 1967 i Nassau County, New York, var en kinesisk bankman och politiker i Kina. Han ansågs av sin samtid vara en av Kinas rikaste män och tillhörde "Kinas fyra stora familjer" under den republikanska eran.
Kung härstammade från en släkt av rika bankirer i Shanxi-provinsen och gjorde anspråk på att vara ättling till Konfucius. Kung fick sin utbildning vid Oberlin College och Yale University.
Under Xinhairevolutionen stödde han Yan Xishans maktövertagande i hemprovinsen och han knöt senare nära band till Kuomintang och dess ledare Sun Yat-sen och Chiang Kai-shek. Han gifte sig med Soong Ai-ling i Yokohama 1914, vilket senare innebar att han blev svåger med både Sun och Chiang då dessa gifte sig med Ai-lings två yngre systrar.
Efter att Chiang Kai-shek enade centrala Kina i den Norra expeditionen innehade Kung en rad viktiga befattningar i Republiken Kinas regering. Han var industri- och handelsminister (1928–1931), finansminister (1933–1944), och chef för Central Bank of China (1933–1945). Han blev ledamot av centralkommittén för Kuomintang 1931. Som finansminister omorganiserade han 1935 det kinesiska valutasystemet genom att ersätta den tidigare silvervalutan med en ny kinesisk dollar (yuan), föregångaren till den taiwanesiska dollarn.
År 1937 besökte han och två andra kinesiska representanter Tyskland för att vinna över Adolf Hitler i kriget mot Japan. H.H. Kung var Kinas premiärminister från 1 januari 1938 till 20 november 1939 och var Kinas huvuddelegat vid den internationella valutakonferensen i Bretton Woods i New Hampshire 1944, vilken lade grunden för Bretton Woodssystemet. 
Kung valde att lämna Kina i samband kommunisternas förestående seger i det kinesiska inbördeskriget och bosatte sig i USA 1948.
- Wikimedia Commons har media som rör H.H. Kung.